# Valle de Valdelaguna
Valle de Valdelaguna és un municipi de la província de Burgos a la comunitat autònoma de Castella i Lleó. Forma part de la Comarca de la Sierra de la Demanda. Inclou les pedanies de Bezares, Quintanilla de Urrilla, Huerta de Abajo, Tolbaños de Abajo, Tolbaños de Arriba, i Vallejimeno.